# Gymnodampia acuta
Gymnodampia acuta är en kvalsterart som beskrevs av Chen, Behan-Pelletier, Wang och Norton 2004. Gymnodampia acuta ingår i släktet Gymnodampia och familjen Platyameridae. Inga underarter finns listade i Catalogue of Life.